# WCW Monday Nitro
 (juillet 2022).
Cet article concerne le show de catch professionnel. Pour le jeu vidéo sorti en 1997, voir WCW Nitro (jeu vidéo).
WCW Monday Nitro est une émission hebdomadaire de catch du lundi soir diffusée en direct et produite par la World Championship Wrestling (WCW). La première émission débute le 4 septembre 1995 et continue jusqu'au 26 mars 2001, peu de temps après le rachat de la WCW par la World Wrestling Federation (WWF). Le positionnement de cette émission sur cette plage horaire en Amérique du Nord a pour but de concurrencer l'émission homophone de la WWF Monday Night RAW. La création de cette émission venait de l'actionnaire de la WCW Ted Turner, et du président de la fédération Eric Bischoff.
WCW Monday Nitro commença à avoir de meilleures audiences que la WWF à partir de la mi-1996, et ceci dura pour 83 semaines consécutives. La fin de cette domination eut lieu le 13 avril 1998, quand une haineuse confrontation entre le diabolique président de la WWF Vince McMahon et le favori des fans "Stone Cold" Steve Austin allait se dérouler et captiver les fans. C'était la nouvelle Attitude Era du côté de la WWF qu'incarnait parfaitement la populaire D-Generation X et donnait la rage de vaincre dans les rangs de la WWF.
Nitro se tenait dans plusieurs arénas à travers le pays (comme la Mall of America de Bloomington dans le Minnesota, qui était le lieu ou se déroulait la première édition de Nitro), mais aussi dans des lieux spéciaux comme les Studios Disney d'Orlando en Floride (1996), et réalisait une édition annuel printanière au Panama City Beach en Floride.
En France, l'émission fut diffusée dans une version remontée de 45 minutes entre le 4 janvier 1997 et le 29 janvier 2000 sur Canal+ dans le cadre des Superstars du Catch puis de février 2000 à août 2001 sur RTL9 dans le cadre de Puissance Catch (les émissions de mai à août 2001 étaient des rediffusions).

## Monday Night Wars
L'arrivée de WCW Monday Nitro amena une intense rivalité entre le show du lundi soir de la WCW et celui de la WWF RAW. Cette rivalité est connue pour les fans sous le nom de «Monday Night Wars» (Guerres du Lundi Soir). À travers les Monday Night Wars entre Eric Bischoff et Vince McMahon, Nitro gagnait de la popularité sur la WWF. Bientôt Nitro allait surpasser RAW dans les audiences. Monday Nitro battit ainsi RAW dans les audiences pendant 84 semaines consécutives avant que RAW ne regagne du terrain dans la guerre des audiences. Cette rivalité était tellement grande qu'elle engendrait des insultes et autres attaques verbales ou défis lancés dans chaque camp. À un tel point, que Eric Bischoff défia Vince McMahon à l'affronter dans un match dont la tenue était prévue à Slamboree 1998 (McMahon n'est pas venu, et Bischoff était déclaré vainqueur par compte à l'extérieur).

### Succès initial
Initialement, la WCW devint extrêmement populaire avec l'arrivée dans son effectif de grandes stars. Randy Savage et Hulk Hogan sont une partie de la longue liste de catcheurs de la WWF à avoir rejoint la WCW et à apparaître dans Nitro et aussi parce que c'était le premier show hebdomadaire de catch diffusé en direct. La catégorie de cruiserweight de la WCW (poids-moyens) qui sont des petits catcheurs connus pour leurs habilités de voltigeur, fournissaient de grands matchs, les plus connus étant Rey Mysterio, Chris Jericho et Eddie Guerrero. Avec l'introduction de la New World Order (nWo), Nitro débuta une impressionnante domination dans les audiences. Avec d'anciennes gloires de la World Wrestling Federation comme Scott Hall, Kevin Nash et Hogan (qui s'appelait maintenant Hollywood Hogan) en tant que méchants rebelles, la fédération tenait une grande histoire et était promise à un grand futur. Les fans regardaient le show chaque semaine pour voir ce que la nWo allait faire cette fois. Nitro était du coup encore plus regardé parce que moins prévisible et aussi plus divertissante que le show de la WWF. Eric Bischoff bientôt devint la nouvelle voix de Nitro (un sale coup affligé à Vince McMahon qui souvent apparaissait à la caméra en tant que commentateur) et commençait à faire débuter Nitro quelques minutes avant la diffusion de RAW, ce qui lui permettait de donner les résultats de la WWF en avance, et ainsi décourager les fans de changer de chaînes. Nitro passa ensuite à un format de trois heures en direct, une première dans un programme hebdomadaire de catch.
C'est alors que RAW débuta l’utilisation d'une nouvelle génération de lutteurs rebelles pour pouvoir défier Nitro dans les audiences. RAW était paré pour le futur avec le jeune Triple H et la D-Generation X une "copie de la nWo" avec en plus l'ancien de la WCW, "Stone Cold" Steve Austin qui était devenue extrêmement populaire en tant que briseurs de règles, et imprévisible.

### RAWgagne du terrain
Pendant que RAW abordait une nouvelle approche dans son programme, Nitro commençait à produire de bien ternes shows avec les mêmes storylines. De vieilles stars comme Hogan et Nash fréquentait les main events, tandis que des jeunes talentueux comme Chris Jericho, Chris Benoit et Eddie Guerrero n'avait pas l'opportunité d'avancer dans la fédération. Hogan et le reste de la nWo le plus souvent ne perdaient jamais et la faction était devenue démesurée avec son recrutement de catcheurs de « seconde zone ». Peu de nouvelles stars émergeaient pendant l'avènement d'Hogan et de la nWo. Le seul à l'avoir été reste à cette époque Goldberg. Son match de main event face à Hogan le 6 juillet 1998 lors de Nitro au Georgia Dome d'Atlanta gagna la bataille des audiences cette semaine-là face à la WWF, mais beaucoup d'observateurs remarquaient que la WCW aurait pu faire gagner des millions de dollars à la compagnie si le match avait eu lieu durant un pay per view.
Pendant ce temps, à RAW les fans étaient à fond dans la rivalité entre le propriétaire de la WWF et "Stone Cold" Steve Austin. De nouveaux talents comme Triple H et sa D-Generation X, Mankind et The Rock étaient élevés au statut de main-event. Les tensions devenaient insoutenables entre les deux programmes quand DX était envoyé à Atlanta pour filmer un segment devant le quartier général de Ted Turner pour une storyline de "guerre" qui était réalisé quand les deux shows étaient dans la même zone la même soirée (RAW à Hampton en Virginie et Nitro dans les environs de Norfolk, Virginie), DX était présente dans l'arena ou Nitro se tenait et narguait les fans de la WCW. La WWF savait bientôt qu'elle allait gagner la guerre.

### Changements
Avec la WWF qui commençait à battre Nitro dans les audiences, Bischoff et les officiels de la WCW tentaient des petits coups pour essayer de regagner du terrain dans la guerre. Ces petits coups les aidèrent à gagner la guerre des audiences de manière éphémère, car la WWF resta au sommet. Ce n'est pas la signature de l'Ultimate Warrior ou de gros noms de la ECW qui allaient arrêter la débandade des audiences.

Logo de Nitro entre 1999 et 2001

La tactique de Bischoff de donner les résultats préenregistrés de RAW allait connaître un retour de flamme le 4 janvier 1999. Mick Foley, qui a lutté à la WCW au début des années 1990 sous le nom de Cactus Jack, gagnait le titre WWF Championship en tant que Mankind lors de RAW. L'annonceur de Nitro Tony Schiavone l'annonça ironiquement « ça va en attirer des gens ». Au moment où Schiavone insultait Foley, plus de 600 000 personnes changèrent de chaînes pour regarder RAW. La semaine suivante, et pour plusieurs mois, beaucoup de fans de RAW mettront sur leurs pancartes, « Mick Foley m'a attiré ici ! ». En même temps, alors que Foley gagnait son titre, Nitro dans une soirée décidément cauchemardesque, était marqué par le fameux "Fingerpoke of Doom", un match de championnat pour le titre WCW qu'avait gagné Nash face à Goldberg lors du PPV StarrCade (brisant ainsi la série de victoires de ce dernier) deux semaines auparavant, pour le perdre face à Hogan qui le mettait à terre avec un seul doigt. Cet accident enlevait beaucoup de crédibilité au titre WCW, et à la fédération, mais fut plus grave que prévu selon certains après que Hogan et Nash annonçaient la reformation de la nWo alors jugée complètement démodée.
Les scripteurs de la WWF Vince Russo et Ed Ferrara furent débauchés avec comme mission de boucher le trou devenant énorme qui séparait les deux représentations du lundi soir dans les audiences. Ils essayèrent de faire de Nitro un show plus similaire à RAW avec des storylines plus complexes, de longues séquences n'ayant rien à voir avec le catch, et d'intégrer des connotations sexuelles au show. Nitro revint alors dans un format de deux heures, avec la seconde heure en compétition directe avec RAW. Les fans eurent une vision négative de la direction que prenait le show sous la direction de Russo et ça se reflétait au niveau des audiences. Ce format de deux heures blessait la WCW qui perdait du coup l'équivalent d'une heure de publicité qui rapportait beaucoup d'argent. Bischoff était ramené au contrôle des opérations avec Russo pour faire repasser Nitro devant son concurrent. Nitro était dépourvu de catcheurs, avec ses plus grands jeunes talents qui frustrés du manque de reconnaissance à leurs égard, décidaient de rejoindre la WWF ou ils étaient mis à l'avant. La situation financière et les audiences de la WCW obligea AOL/Time Warner à vendre la fédération à son rival la World Wrestling Federation.

## Le retour de laHulkamania

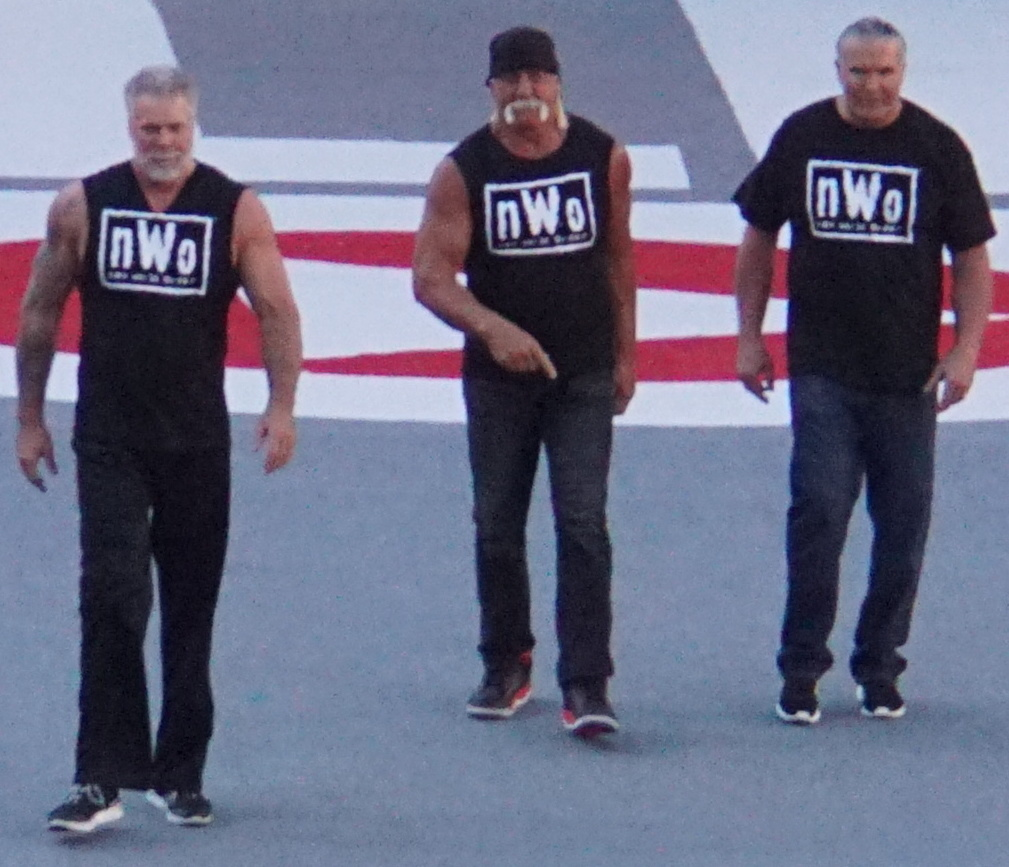
Membres de New World Order (NWO).

Le 9 août 1999, pendant le main-event de Nitro, Hulk Hogan réalisait ce que beaucoup croyait qu'il ne referait jamais. Pendant que Sting et Goldberg attendaient Hogan, la musique légendaire "American Made" retentissait dans l'aréna. Les fans ne savaient pas comment réagir mais rapidement se levèrent. Et quelques secondes plus tard, Hogan arrivait avec son accoutrement rouge et jaune et les fans explosaient tandis que les commentateurs Tony Schiavone et Bobby Heenan hurlaient "LE ROUGE ET LE JAUNE SONT DE RETOUR !". L'équipe composée d'Hogan, Sting et Goldberg battait celle de Kevin Nash, Sid Vicious et Rick Steiner quand Sting faisait abandonné Nash sur sa prise du Scorpion Deathlock.

## Le dernierNitro
Pour attirer les adolescents, la WCW organisait chaque année aux vacances de printemps un show à Panama City Beach en Floride à l'occasion du spring break, parce que les étudiants en université sont des cibles pour la fédération. La WCW fit sa dernière apparition à Panama City Beach, Floride le 26 mars 2001. Le show débuta avec Vince McMahon et un court segment sur le rachat de la WCW. Le show était unique dans le fait que tous les titres étaient défendus cette soirée, et que tous les "gentils" gagnèrent (d'habitude la WCW était vu comme étant une fédération qui souvent exposait le plus les "méchants" au contraire de la WWF ou souvent c'étaient les « gentils » qui prenaient le dessus). Plusieurs catcheurs de la WCW donnèrent également leur avis hors-personnage sur le rachat de la WCW. Comme il l'était lors du premier Nitro, le match final opposa Ric Flair à Sting avec une victoire de ce dernier. Les deux s'accoladèrent au centre du ring après le match et ce fut la fin d'une ère. Le show se termina avec une retransmission simultanée avec RAW sur TNN avec une apparition du fils de Vince, Shane McMahon dans Nitro. Shane interrompit son père qui paradait sur sa victoire pour expliquer qu'à l'heure actuelle il n'y a que lui qui contrôle la WCW (ça ne faisait partie que de l'histoire, la WWF était bien réellement la propriétaire de la WCW), et ceci commença alors la storyline de l'invasion de la WWF. Ceci allait créer un chaos total comme la WWF allait recruter qu'une petite partie des stars de la WCW, gardant des lutteurs clés comme Booker T et Ric Flair.

## Épisodes spéciaux
| nom de Épisode              | Date                | Notes |
| --------------------------- | ------------------- | --- |
| WCW Monday Nitro            | du 4 septembre 1995 | Premier épisode |
| WCW Monday NWO              | du 2 octobre 1997   | La nWo a organisé un achat de contrôle complet de Nitro six jours avant, lors de Starrcade. |
| The Fingerpoke of Doom      | 4 janvier 1999      | L'épisode considéré comme le début de la chute de la WCW, pour beaucoup de raisons : Spoilers de Monday Night Raw qui ont fait zapper les téléspectateurs vers ce show adverse et victoire d'Hulk Hogan pour le titre de la WCW contre Kevin Nash, ce dernier s'étant allongé après une pichenette d'Hogan.                                                                                      |
| WCW Monday Nitro five years | 4 septembre 2000    | Monday Nitro fête ses cinq ans! |
| The Night of Champions      | 26 mars 2001        | Dernier épisode WCW Monday Nitro spécial. C'est la dernière nuit des Monday Night Wars, Vince McMahon organise une diffusion simultanée entre WCW Monday Nitro et WWF Raw is WAR pour confirmer l'achat de la WCW par la WWF. Ceci marque le début du scénario d'Invasion a la WWF, lorsque Shane McMahon apparaît et dit que sur le contrat le nom est bien McMahon, non pas Vince, mais Shane. |